# Clidemia granvillei
Clidemia granvillei är en tvåhjärtbladig växtart som beskrevs av John Julius Wurdack. Clidemia granvillei ingår i släktet Clidemia och familjen Melastomataceae. Inga underarter finns listade i Catalogue of Life.